# Sortie 234
Sortie 234 è un cortometraggio canadese del 1988 diretto da Michel Langlois.

## Produzione
Il film racconta il dramma di tre individui; una donna e due uomini, uno di questi è l'attore canadese Roy Dupuis che interpreta il personaggio di Renaud amante, dell'altro uomo e causa di tutto il dramma.

## Accoglienza
Il film si è distinto al Festival International du Nouveau Cinéma ed ha vinto un premio come miglior realizzazione e montaggio sonoro al Prix du court métrage Normande Juneau del 1988.